# 第50回世界卓球選手権個人戦
第50回世界卓球選手権個人戦（だい50かいせかいたっきゅうせんしゅけんこじんせん）は2009年4月28日から5月5日まで日本の横浜市にある横浜アリーナで開催された世界卓球選手権。
前年の北京オリンピックで全種目を制覇した中国は、国際卓球連盟との話し合いで、他国にもチャンスがあるよう、オリンピックチャンピオンをダブルスに起用せず、混合ダブルスでは2軍選手を起用したが、3大会連続で全種目を制し、混合ダブルスでは4強を独占した。
2006年4月27日に行われたITTF理事会で横浜開港150周年にあわせて立候補した横浜市がオーストリアのリンツを112-38で破り開催することとなった。横浜市は、2008年五輪、世界水泳招致失敗を受けて立候補していたがいずれも招致に失敗していた。
大会では2009年4月時点の世界ランキングが選手のつけるゼッケンの番号となった。

## 大会日程
| 日程    | 男子シングルス | 女子シングルス | 男子ダブルス | 女子ダブルス | 混合ダブルス      |
| ------- | -------------- | -------------- | ------------ | ------------ | ----------------- |
| 4月28日 | 予選ラウンド   | 予選ラウンド   | 予選ラウンド | 予選ラウンド |                   |
| 4月29日 | 予選ラウンド   | 予選ラウンド   | 予選ラウンド | 予選ラウンド | 1回戦             |
| 4月30日 | 1回戦 2回戦    | 1回戦 2回戦    | 1回戦        | 1回戦        |                   |
| 5月1日  | 3回戦          | 3回戦          | 2回戦        | 2回戦        | 2回戦 3回戦 4回戦 |
| 5月2日  | 4回戦          | 4回戦          | 3回戦        | 3回戦        | 準々決勝 準決勝   |
| 5月3日  | 準々決勝       | 準々決勝       | 準々決勝     | 準々決勝     | 決勝              |
| 5月4日  | 準決勝         | 準決勝         | 準決勝 決勝  | 準決勝 決勝  |                   |
| 5月5日  | 決勝           | 決勝           |              |              |                   |

4月28日にの開会式では、横浜市立大豆戸小学校の5、6年生約80人が、出場する146の国・地域のプラカードを持って行進した。
大会期間中の5月1日に開かれた国際卓球連盟総会で、アダム・シャララ会長や木村興治副会長らの再任と、2012年の第51回世界卓球選手権団体戦がドイツのドルトムントで開催されることが決定した。また同日、大会組織委員会は、新型インフルエンザ対策を強化すると発表、選手・役員入口には体温を関知するサーモグラフィも設置された。

### 結果
男子の世界ランク4位のティモ・ボルが腰痛のため欠場し、男女ともに第4シードまでが中国選手となった。世界ランク1位の王皓が、大会3連覇を狙った世界ランク5位の王励勤を破り初優勝した。女子シングルスでは世界ランク1位の張怡寧が前回優勝の世界ランク2位の郭躍を破り優勝した。
男子ダブルスは、第1シードの王皓、陳玘が第3シードの許昕、郝帥を破り優勝した。女子ダブルスは、郭躍・李暁霞組が優勝し、中国勢が11連覇を果たした。
中国は3大会連続で5種目を制した。またベストプレーヤー賞を王皓が、フェアプレー賞を水谷隼が受賞した。
| 種目           | 優勝        | 2位         | 3位           | 3位                   |
| -------------- | ----------- | ----------- | ------------- | --------------------- |
| 男子シングルス | 王皓        | 王励勤      | 馬龍          | 馬琳                  |
| 女子シングルス | 張怡寧      | 郭躍        | 劉詩雯        | 李暁霞                |
| 男子ダブルス   | 王皓 陳玘   | 馬龍 許昕   | 郝帥 張継科   | 水谷隼 岸川聖也       |
| 女子ダブルス   | 郭躍 李暁霞 | 丁寧 郭焱   | 帖雅娜 姜華珺 | キム・キョンア 朴美英 |
| 混合ダブルス   | 李平 曹臻   | 張継科 木子 | 郝帥 常晨晨   | 張超 姚彦             |

## 日本人選手の成績
日本からは男子シングルスに韓陽、水谷隼、吉田海偉、大矢英俊、松平賢二、松平健太、丹羽孝希の7名、女子シングルスに福原愛、藤沼亜衣、田勢美貴江、平野早矢香、福岡春菜、石川佳純、石垣優香の7名、男子ダブルスに水谷隼、岸川聖也組、松平健太、丹羽孝希組、松平賢二、上田仁組、女子ダブルスに福原愛、平野早矢香組、藤井寛子、石川佳純組、樋浦令子、藤沼亜衣組、混合ダブルスに田勢邦史、田勢美貴江組、水谷隼、平野早矢香組、岸川聖也、石川佳純組、松平健太、福原愛組、松平賢二、若宮三紗子組、上田仁、福岡春菜組、丹羽孝希、森薗美咲組が選ばれた。混合ダブルスの田勢、田勢組は世界選手権日本代表としては初の夫婦によるダブルスであった。
丹羽孝希、松平健太、石川佳純ら10台の若手の活躍は、国際卓球連盟のホームページで、中国に迫る天才と紹介された。また男女シングルスで全員が1回戦を突破したのは、40年ぶりであった。
大会終了後の5月5日、発表された世界ランクでは、水谷隼が22位から20位に、吉田海偉は37位から32位に、松平健太が101位から62位に、丹羽孝希が426位から318位に、石川佳純は99位から62位に順位をあげた。一方、平野早矢香は19位から25位に順位を下げ、福原愛は31位のままであった。

### 男子シングルス
- 水谷隼（22位）4回戦で世界ランク7位の中国の陳玘に敗れた[11]。
- 韓陽（23位）2回戦でクロアチアのアンドレイ・ガチーナに敗れた。
- 吉田海偉（37位）1回戦では格下のフランス、ルベッソンに先に3ゲームを取られたが勝利し、3回戦では柳承敏を破り勝ち上がったスロベニアのボヤン・トキッチをストレートで破った。4回戦では韓国の金延勲を破り、男子では宮崎義仁以来24年ぶりとなる準々決勝まで進出し[12]、王皓から1ゲームを取ったが敗れベスト8で終えた[13]。
- 松平健太（101位）2回戦で世界ランク12位の呉尚垠に4-3で勝った[14]。4回戦で世界ランク2位の馬琳とフルゲームの死闘を演じたがそこで敗れた[11]。
- 松平賢二（139位）1回戦で世界ランク49位と格上のロシアのクズミンを破った後、2回戦で王励勤に1-4で敗れた[14]。
- 大矢英俊（147位）1回戦で格上のナイジェリアのトリオラを破った後、2回戦でドイツのクリスティアン・ズースに敗れた。
- 丹羽孝希（426位）予選からの出場となった。1次予選リーグを2勝して[15]、2次予選に進むとランキング上位者2名を破り本戦出場を果たした。本戦では1回戦を突破、2回戦で世界ランク17位のドイツのドミトリ・オフチャロフに2-4で敗れた[14]。

（）内は2009年4月時点の世界ランキング

### 女子シングルス
- 平野早矢香（19位）2回戦で格下のチェコのエバ・オドロバに敗れた[14]。
- 福原愛（21位）2回戦で格下のドイツのエルケ・シャールに敗れた[14]。
- 福岡春菜（37位）3回戦まで進出したが石川佳純に敗れた。
- 石垣優香（53位）2回戦で李暁霞に敗れた。
- 田勢美貴江（63位）2回戦で格上のポーランドのリー・チェンを破ったが3回戦で劉詩雯に敗れた。
- 藤沼亜衣（69位）3回戦で朴美英に敗れた。
- 石川佳純（99位）2回戦で帖雅娜に3ゲームを連取された後、3-9とリードされ追い込まれたがここから逆転勝利し[14]、3回戦では福岡春菜を4回戦ではユー・モンユーを破り[11] 、準々決勝で張怡寧と対戦し1ゲームを取る健闘を見せた[13]。

（）内は2009年4月時点の世界ランキング

### 男子ダブルス
- 水谷隼、岸川聖也（64位）組 第3シードとされた。準々決勝で、第6シードのガオ・ニン、ヤン・ツー組（シンガポール）を破り、1997年の松下浩二、渋谷浩以来12年ぶりのメダルを確定させた[16]。準決勝では馬龍、許昕組に0-4で負けて、1969年の長谷川信彦、田阪登紀夫組以来となる決勝進出はならなかったものの、日本男子にとって12年ぶりとなる銅メダルを獲得した[17]。2人には、日本卓球協会から研修補助金として、それぞれ150万円が支給された[8]。
- 松平健太、丹羽孝希組 予選2試合を勝ち上がり本戦に出場を果たした。本戦では1回戦で王皓、陳玘組に敗れた。
- 松平賢二、上田仁（328位）組 予選3試合を勝ち上がり本戦に出場を果たした。2回戦で荘智淵、呉志祺組を破る健闘を見せたが3回戦で第5シードの呉尚垠、柳承敏組に敗れた[11]。

（）内は2009年4月時点の世界ランキング

### 女子ダブルス
- 福原愛、平野早矢香組 2回戦でフー・メレク、ヘ・シリン組を破り、3回戦では福原がシングルスで敗れたシャール組を破った。準々決勝で郭躍、李暁霞組に敗れベスト8で終えた[13]。
- 藤井寛子（73位）、石川佳純組 2回戦で帖雅娜、姜華君組に敗れた。

10 帖雅娜
- 樋浦令子（46位）、藤沼亜衣組 2回戦でパラゾバ、オドロバ組に敗れた。

（）内は2009年4月時点の世界ランキング

### 混合ダブルス
- 日本代表史上初の夫婦ペアとなった田勢邦史（257位）、田勢美貴江組は、1回戦でベラルーシペアを破った[18]。3回戦でズース、シャール組に敗れた。
- 水谷隼、平野早矢香組 4回戦でスロバキアペアに敗れた。
- 岸川聖也、石川佳純組 3回戦で水谷、平野組にフルゲームの末敗れた。
- 松平健太、福原愛組 2回戦でチャイニーズタイペイペアにフルゲームの末敗れた。
- 松平賢二、若宮三紗子（132位）組 2回戦でハンガリーペアに敗れた。
- 上田仁、福岡春菜組 3回戦で韓国ペアに敗れた。
- 丹羽孝希、森薗美咲（229位）組 1回戦でシンガポールペアに敗れた[18][19]。

（）内は2009年4月時点の世界ランキング

## 公式応援ユニット

### ピンポン7
世界卓球をPRするためにテレビ東京の女性アナウンサー大橋未歩、松丸友紀、大竹佐知、須黒清華、前田海嘉、相内優香、秋元玲奈の7人によって結成された。

### AKB48卓球部
ゴールデンウィークに横浜市で行われる第50回世界卓球選手権個人戦を放送するテレビ東京が大会をワールド・ベースボール・クラシックのように盛り上げようとアナウンサーで結成したユニット、ピンポン7に続き若者をターゲットにしようと考えAKB卓球部が創設された。秋葉原のAKB48劇場にも卓球台が設置されメンバーの練習が行われた。「世界卓球デイリーハイライト」などに出演、日本代表選手へのインタビューなどを行った。またこの大会を前にメンバーのうち、運動神経の良い秋元、宮沢、宮崎、小野の4人、その後峯岸、小島、高橋、板野の合計8人が福原愛の母親から卓球指導を受けて10本以上のラリーができるようになった。
- 小嶋陽菜
- 高橋みなみ（メンバー8人で行われたトーナメントで優勝した彼女はキングコングがMOを務める番組内で梶原雄太、福原愛と対戦した[23][25]。）
- 板野友美
- 小野恵令奈
- 秋元才加（部長）
- 峯岸みなみ
- 宮崎美穂
- 宮澤佐江

その後、2010年の世界卓球選手権モスクワ大会、2011年の世界卓球選手権でもメンバーを入れ替えてAKB卓球部が結成されている。